# Хеммингс, Деон
Деон Хеммингс (англ. Deon Hemmings; род. 10 сентября 1968 года) — ямайская спортсменка, легкоатлетка, специалист в беге на 400 с барьерами. Первая в истории олимпийская чемпионка Ямайки, неоднократный призёр Олимпийских игр и мировых чемпионатов по лёгкой атлетике.
Первой Олимпиадой в спортивной карьере Деон Хеммингс были Игры в Барселоне, где она заняла седьмое место. Крупнейшим успехом в карьере спортсменки стали Олимпийские игры в Атланте 1996 года, где она победила с новым олимпийским рекордом 52,82. Хеммингс стала первой олимпийской чемпионкой в истории Ямайки.
На следующей Олимпиаде в Сиднее в 2000 году Хеммингс не сумела отстоять звание, уступив в финале забега на 400 м с барьерами россиянке Ирине Приваловой. Ещё одну серебряную медаль ямайская бегунья выиграла в составе ямайской эстафетной команды в беге 4х400 метров.
На чемпионатах мира по лёгкой атлетике Хеммингс выиграла одну серебряную и три бронзовые медали. Становилась призёром Панамериканских игр и Игр Содружества, побеждала на Играх Центральной Америки и Карибского бассейна. Многократный чемпион своей страны. В 1996 и 2000 году признавалась спортсменкой года в Ямайке. В 2003 году Деон Хеммингс объявила об уходе из большого спорта.